# Palę Paryż
Palę Paryż – powieść Brunona Jasieńskiego, sytuująca się w obrębie nurtu fantastyki historiozoficznej dwudziestolecia międzywojennego, opublikowana w 1928 roku w odcinkach na łamach francuskiej gazety „L’Humanité”.

## Powstanie powieści i recepcja
Bruno Jasieński nosił się z zamiarem napisania powieści o upadku burżuazyjnego miasta jeszcze mieszkając w Polsce, jednak bezpośrednim impulsem do zrealizowania tych zamierzeń była nowela Paula Moranda Palę Moskwę (a raczej „Mijam Moskwę” Je brûle Moscou), opublikowana w zbiorze L’Europe galante, którą polski futurysta przeczytał, przebywając na emigracji w Paryżu od 1925 roku. Utwór francuskiego pisarza uznał za antyproletariacki paszkwil, więc w odpowiedzi postanowił w swojej powieści „spalić” burżuazyjny Paryż. W opublikowaniu tekstu w odcinkach na łamach socjalistycznego dziennika L’Humanité pomógł mu przyjaciel, Tomasz Dąbal, któremu zadedykował utwór. Powieść wywołała ogromny skandal, odbywały się demonstracje paryżan przed redakcją gazety, żądano przede wszystkim wydalenia Jasieńskiego z Francji. Powieści jednak nie zaprzestano drukować, przeciwnie, ukazała się w postaci książkowej nakładem wydawnictwa Ernesta Flammariona. Skandal pomógł w międzynarodowym sukcesie: w Związku Radzieckim opublikowano tłumaczenie w nakładzie 140 tys. egzemplarzy (dodruk 220 tys. egzemplarzy). W Niemczech powieść drukowano najpierw na łamach Arbeiter Illustrierte Zeitung, później nakładem wydawnictwa Neurer Deutscher Verlag. W Polsce publikacji, wraz ze wstępem Juliusza Kadena-Bandrowskiego, podjęło się Towarzystwo Wydawnicze „Rój” w 1929 roku.
Bruno Jasieński został ostatecznie z Francji wydalony w 1929 roku. Jego powieść została opublikowana ponownie nad Sekwaną dopiero w 2003 roku (nakładem wydawnictwa Le Felin Poche).

## Treść powieści
Jeanette porzuca swojego chłopaka, Pierre’a, gdy ten po utracie pracy w fabryce zostaje bez środków do życia. Przez kilka dni robotnik snuje się po ulicach miasta, odwiedza różnego rodzaju podejrzane szynki i domy publiczne oraz cierpi głód. Trafia na kilka dni do aresztu za włóczęgostwo, gdzie spotyka innych robotników, również tak jak on zwolnionych z pracy w fabrykach, którzy zostali aresztowani za protesty i demonstracje. Pierre nie bierze udziału w ich dyskusjach na temat rewolucji proletariackiej. Odzyskawszy wolność, spotyka przypadkowo kolegę, który ułatwia mu otrzymanie pracy. Kolega zaś pracuje jako sprzątacz w Instytucie Pasteura. Pewnego razu oprowadza Pierre’a po instytucie, pokazuje mu zamknięte w szafach probówki z różnymi chorobami zakaźnymi, w tym z dżumą. Pod wpływem impulsu Pierre kradnie dwie probówki, po czym następnego dnia wylewa je do zbiornika wodnego zasilającego wodociąg Paryża. Jest to jego prywatna zemsta na Jeanette oraz na bogatej warstwie społecznej miasta, która – jak sobie uroił – odebrała mu ją na zawsze.
W Paryżu szybko wybucha zaraza, dokładnie w dniu rocznicy rewolucji francuskiej. Miasto zostaje otoczone kordonem sanitarnym i tym samym odcięte od świata.
Następnie czytelnik poznaje Chińczyka, P’ana Tsiang-kueja, którego ojciec zginął w wypadku, kiedy P’an był dzieckiem. Od tamtego momentu chłopiec żył na ulicy i był często bity przez starsze dzieci i dorosłych. Nieco starszy trafił do przytułku prowadzonego przez katolickich misjonarzy z Europy, gdzie zdobywał edukację. Pewnego razu poznał studentów, którzy prowadzili tajne komunistyczne kółko, czytali Marksa i interesowali się wydarzeniami politycznymi w Rosji. Wytłumaczyli P’anowi na czym polegają wielkie nierówności klasowe w Chinach oraz uprzywilejowane miejsce w społeczeństwie, jakie zajmują biali cudzoziemcy z Europy. Misjonarze odkrywają jego przynależność do komunistycznego kółka i wyrzucają go ze szkoły. Jako młodzieniec P’an bierze udział w rozruchach społecznych po stronie lewicowego Kuomintangu. Z ramienia partii zostaje wysłany jako szpieg do Paryża, gdzie zostaje „uwięziony” przez wybuch epidemii.
W Paryżu dochodzi do podziału miasta na małe państewka-dzielnice. Najpierw „niepodległość” ogłaszają Chińczycy pod wodzą P’ana Tsiang-kueja, potem Żydzi, następnie rosyjscy białogwardziści, anglo-amerykańscy kapitaliści, oraz francuscy komuniści, którzy ogłaszają powstanie Republiki Radzieckiej Belleville, i monarchiści. Wszystkie te „państewka” toczą ze sobą zaciętą wojnę o zapasy jedzenia i starają się przeciwdziałać skutkom epidemii. Między niektórymi dochodzi do sojuszy (m.in. komuniści paryscy i Chińczycy).
Czytelnik poznaje całą plejadę postaci, np. bogobojnych Żydów, którzy interpretują wydarzenia przez pryzmat zesłanej kary bożej na lud Izraela, a także kilku milionerów, którzy wraz z niektórymi Żydami próbują wydostać się z Paryża, nie bacząc na to, że w ten sposób mogliby rozlać zarazę po całej Francji i świecie.
Po sześciu tygodniach zaraza zabija ostatniego paryżanina. Jedyną grupą, która przeżyła, są więźniowie, nieświadomi zupełnie tego, co się działo poza murami więziennymi. Jak się okazuje, ci więźniowie są robotnikami aresztowanymi za rozruchy społeczne (Pierre poznaje ich na początku książki).
Po wydostaniu się z więzień robotnicy postanawiają utrzymywać resztę świata w przekonaniu, że w Paryżu wciąż szaleje zaraza. W mieście organizują struktury państwa komunistycznego, a na dachach budynków instalują anteny, aby w odpowiednim momencie ogłosić odezwę przez radio do robotników i chłopów. Po wielu miesiącach przygotowań orędzie zostaje ogłoszone w momencie rozpoczęcia ataku francuskich wojsk na komunistyczną Ukrainę. Zakończenie książki sugeruje rozpoczęcie francuskiej rewolucji proletariackiej.

## Idee katastroficzne i komunistyczne
Palę Paryż zawiera wszystkie cechy apokaliptycznej wizji: nie tylko drobiazgowy opis samej katastrofy, ale i charakterystyczne cechy formalne katastroficznego nurtu. Symbolizująca ją rewolucja została w utworze ukazana pod postacią dżumy zesłanej na Paryż – symbol mieszczańskiej kultury – przez mszczącego się za swoje miłosne niepowodzenia robotnika. Śmierć milionów ludzi ukazana jest nie jako zło konieczne, ale jako wyrok sprawiedliwości.
Powieść Jasieńskiego to rezultat fascynacji poglądami komunistycznymi, choć w wielu miejscach odbiega ona od marksistowskiej ideologii, co było powodem ostrej krytyki wielu komunistów – katastrofa Paryża dokonuje się bowiem przypadkiem, w wyniku całkowicie prywatnego miłosnego rozczarowania bohatera, a nie wskutek nabrzmiałych konfliktów klasowych. Jednak łatwość, z jaką dokonuje się rozprzestrzenienie paryskiej rewolucji wskazuje, że zmiana ta była oczekiwana i pożądana przez proletariat całej Francji. Zgliszcza starej cywilizacji stają się placem budowy, na którym błyskawicznie tworzy się utopijne państwo komunistyczne, a architektoniczne ślady dawnej stolicy kultury (np. Łuk Triumfalny) są potraktowane jak łupy wojenne nowego robotniczego społeczeństwa i przeobrażone na jego potrzeby (pokryte zbożem Pola Elizejskie).